# Бої під Ульгівком та Речицею
Бій під Ульгівком та Речицею (пол. Bitwa pod Ulhówkiem i Rzeczycą) – військове зіткнення між польськими та українськими партизанами, що відбулося з 1 на 2 червня 1944 року біля сіл Ульгівок та Речиця Люблінського воєводства, що стало найбільшим боєм між УПА та польськими формуваннями на території території Замойщини. Після провалу наступу УПА на Нароль, польські партизани під командуванням Зенона Яхимека розпочали наступ на села Ульгівек та Речиця з ціллю прориву оборони УПА в цьому районі, однак через втручання німецької авіації Лювтваффе, вони змушені були відступити за річку Гучва з великими втратами. 

## Передумови
У 1943 році польсько-український конфлікт на Волині та Галичині досяг свого апогею, відбулися масштабні етнічні чистки проти польського цивільного населення з боку УПА та чистки українського населення з боку Армії Крайової та місцевої польської самооборони. З огляду на це, серед поляків на Замойщині з'явилися побоювання що вбивства поляків перекинуться і на Люблінщину, у зв'язку з чим польські шовіністи розпочали проводити каральні акції проти окремих людей. Міжетнічний конфлікт на цих теренах вибухнув у березні 1944 року, коли польське підпілля під командуванням Станіслава Басая, псевдо "Рись" та розпочали масштабну антиукраїнську акцію, відому як Грубешівська революція. 10 березня польські підпільники оточили село Сагринь, обстріляли село трасувальними снарядами та після короткого бою, захопили село, в якому сталася одна з найбільших антиукраїнських акцій за весь час польсько-українського конфлікту (див. Різанина в Сагрині). тим не менш, 16 березня того ж року відділи УПА пішли у контрнаступ проти польського війська.

## Сили сторін
До польських формувань входила військова інспекція «Пйотркув Трибунальський» та військовий округ «Томашів Мазовецький» у складі оперативної групи «Лодзь» Армії Крайової та селянськими батальйонами під командуванням Зенона Яхимека. У селах розташовувалися бійці 3-ї оперативної групи «Турів» у складі Північної оперативної групи, 6-ї оперативної групи «Сян» у складі Західної оперативної групи Української повстанської армії, а також 14-ї гренадерської дивізії Ваффен-СС «Галичина».